# (500324) 2012 SF
(500324) 2012 SF es un asteroide perteneciente al cinturón de asteroides, descubierto el 30 de abril de 2011 por el equipo del Pan-STARRS desde el Observatorio de Haleakala, Hawái, Estados Unidos.

## Designación y nombre
Designado provisionalmente como 2012 SF.

## Características orbitales
2012 SF está situado a una distancia media del Sol de 2,993 ua, pudiendo alejarse hasta 3,533 ua y acercarse hasta 2,452 ua. Su excentricidad es 0,180 y la inclinación orbital 15,35 grados. Emplea 1891,29 días en completar una órbita alrededor del Sol.
Los próximos acercamientos a la órbita de Júpiter se producirán el 12 de junio de 2060, el 30 de septiembre de 2142 y el 5 de octubre de 2179, entre otros.

## Características físicas
La magnitud absoluta de 2012 SF es 16,8.